# Buée (tradition)
Pour les articles homonymes, voir Buée (homonymie).

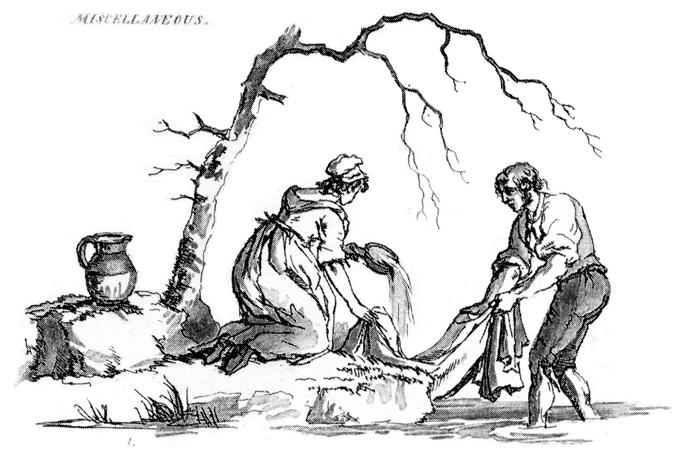
Gravure de 1906

La buée est l'ancien nom de la lessive traditionnelle jusqu'au début du XXe siècle qui voit la disparition de ce mode de lavage du linge avec le développement de la lessiveuse en fer.

## Définition
La buée signifie la lessive. Jusqu'au début du XXe siècle, faire la lessive pouvait se dire « faire la buée » ou « faire la bue », termes à l'origine de l'étymologie de buanderie et de buerie. La "grande buée" était un jour de l'année où les habitants d'un même village lavaient tous leurs draps.

## Déroulement de lagrande buée
Il s'agissait de la grande lessive de l'année du linge de maison (rudes draps de lin) et des vêtements (chemises en chanvre, bonnets de nuit, blouses, tabliers, etc.). Cela se passait une, deux ou trois fois par an, au printemps (préparation du linge pour les fêtes de métier organisées lors de la semaine sainte), en été avant la moisson ou après la fenaison pour profiter de la belle saison, voire en automne. Selon l’aisance de la famille, il y avait soit une bonne réserve de linge, soit peu de changements. Il s'agissait d'un travail collectif assuré par les femmes, car les familles ne possédaient pas toutes le grand chaudron de fonte posé sur quatre pieds. Les voisines s'entraidaient à cette occasion où les familles plus aisées faisaient appel à une lavandière en Provence, laveuse dans le reste de la France, professionnelle.
Les séances de travail duraient plusieurs jours, généralement trois appelés « Purgatoire », « Enfer » et « Paradis ». Le premier jour nommé « Purgatoire » avait lieu le trempage : le linge était mis à tremper dans des cuviers en terre ou grands baquets de bois cerclés de fer (demi-fûts remplis d'eau un mois avant pour faire gonfler le bois). Les pièces de linge de la famille y étaient disposées en couche sur lesquelles on versait de l'eau froide. Une fois rempli, le cuvier était recouvert d'un drap appelé « cendrier » car sur ce tissu de grosse toile était répandu un lit épais de cendres d’ajonc ou de bois tendre (les cendres de bois dur tachant le linge) qui faisaient office de savon grâce à leur richesse en carbonate de potassium. Le lendemain, une femme procédait au « coulage » en arrosant le cendrier avec de l’eau bouillante, parfois parfumée avec des plantes aromatiques (lavande, thym, ortie, laurier selon les régions). L'eau s'écoulait par la bonde au fond du cuvier, était réchauffée pour être à nouveau coulée. Ce jour était appelé « l’Enfer » à cause des vapeurs qui se dégageaient du linge bouilli une bonne demi-journée et remué de temps à autre à l'aide d'un grand pieu solide. Le troisième jour, le linge refroidi et alourdi était mis à cheval sur le pieu puis chargé dans des panières, hottes ou bassines sur brouette. Il était conduit à un étang, une source d'eau courante ou au lavoir pour y être battu (le battoir permettait d'extraire le maximum d'eau de lessive), rincé et essoré. Le linge retrouvait sa pureté originelle, d'où le nom de « Paradis » donné à cette journée.
Ces grandes buées donnaient lieu à une grande fête, avec repas souvent préparés par les grand-mères, jeux et danses.
À l'issue de ces cérémonies rituelles, le linge subissait un séchage, selon le temps, à air chaud (devant le poêle ou la cheminée), couvert (dans un grenier) ou à l'air libre (au jardin sur un fil, sur des haies ou pour les grandes pièces de linge telles que les draps, étendues sur l’herbe, ce qui en favorisait le blanchiment). Enfin les draps étaient pliés dans les grandes armoires de ferme.